# Zonnebeeld
Zonnebeeld is een kunstwerk gelegen op de rotonde Oostlaan/Emmastraat in de Nederlandse plaats Pijnacker, provincie Zuid-Holland. Het werd in 2002 geplaatst.
Het object is een ontwerp van Joost van Santen en bestaat uit een constructie van twee staalplaten van 10 meter hoog met daarop gemonteerd 5 transparant geschilderde platen van uv-werend lexan. De zon projecteert de kleuren van de transparante platen op het witte staal.